# هرميون

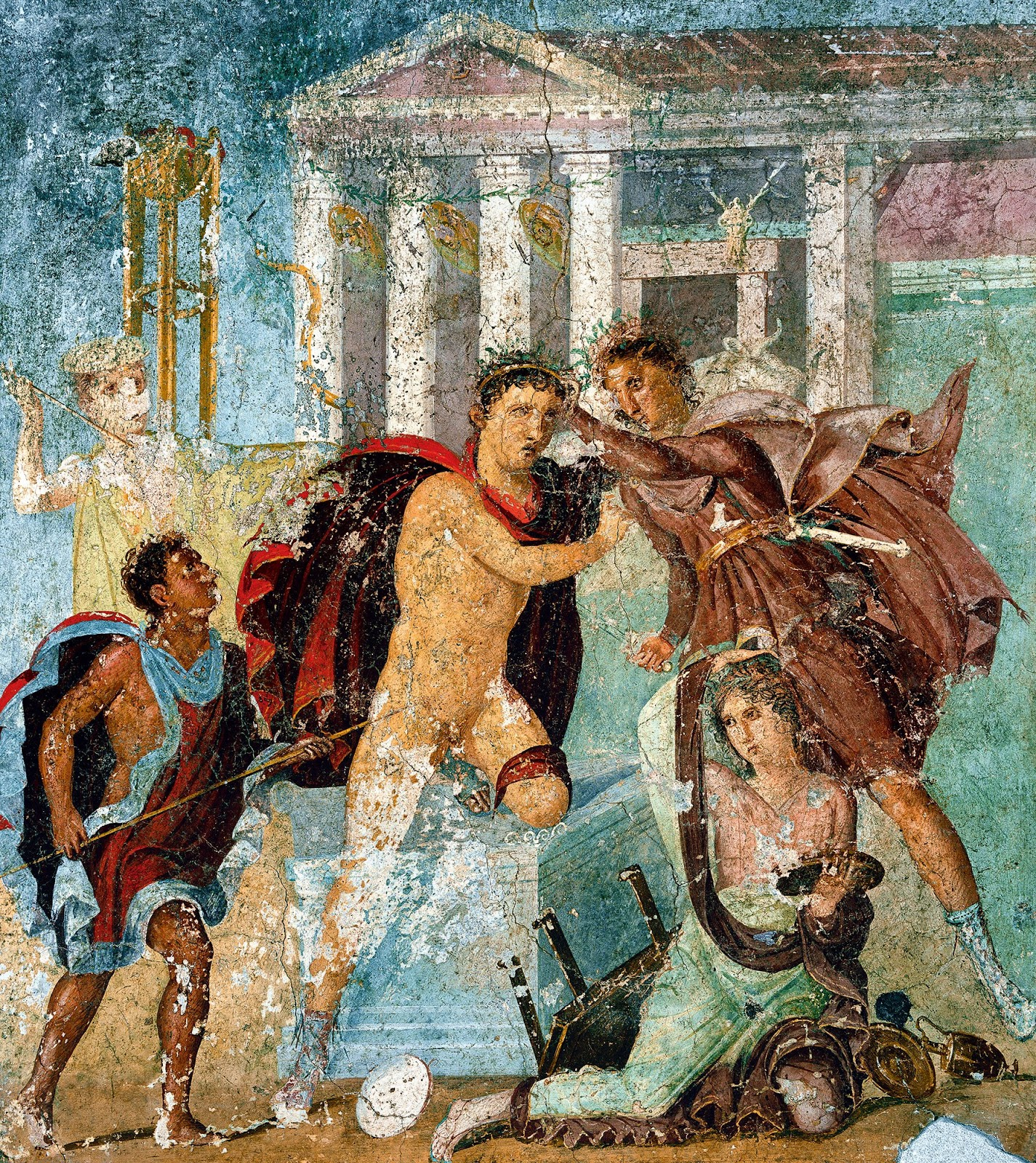

لم تذكر الأساطير إلا القليل عن هرميون ابنة هيلين ومينلاوس. تزوجت بيروس واضطهدت أندروماش أرملة هكتور التي صارت جارية بيروس بعد سقوط طروادة، ودفعت زوجها إلى قتل أندروماش لأنها كانت تظنها سبب كونها عاقر.